# Klčov
Klčov (em húngaro: Kolcsó; alemão: Koltsch) é um município da Eslováquia, situado no distrito de Levoča, na região de Prešov. Tem 7,34 km² de área e sua população em 2018 foi estimada em 648 habitantes.

## Demografia
| Ano:        | 1994 | 2004   | 2014    | 2024   |
| ----------- | ---- | ------ | ------- | ------ |
| Broj ljudi: | 530  | 563    | 636     | 665    |
| Razlika:    |      | +6,22% | +12,96% | +4,55% |

| Ano:               | 2023 | 2024   |
| ------------------ | ---- | ------ |
| Número de pessoas: | 653  | 665    |
| Diferença:         |      | +1,83% |